# تاريخ صناعة الحديد والصلب في الولايات المتحدة

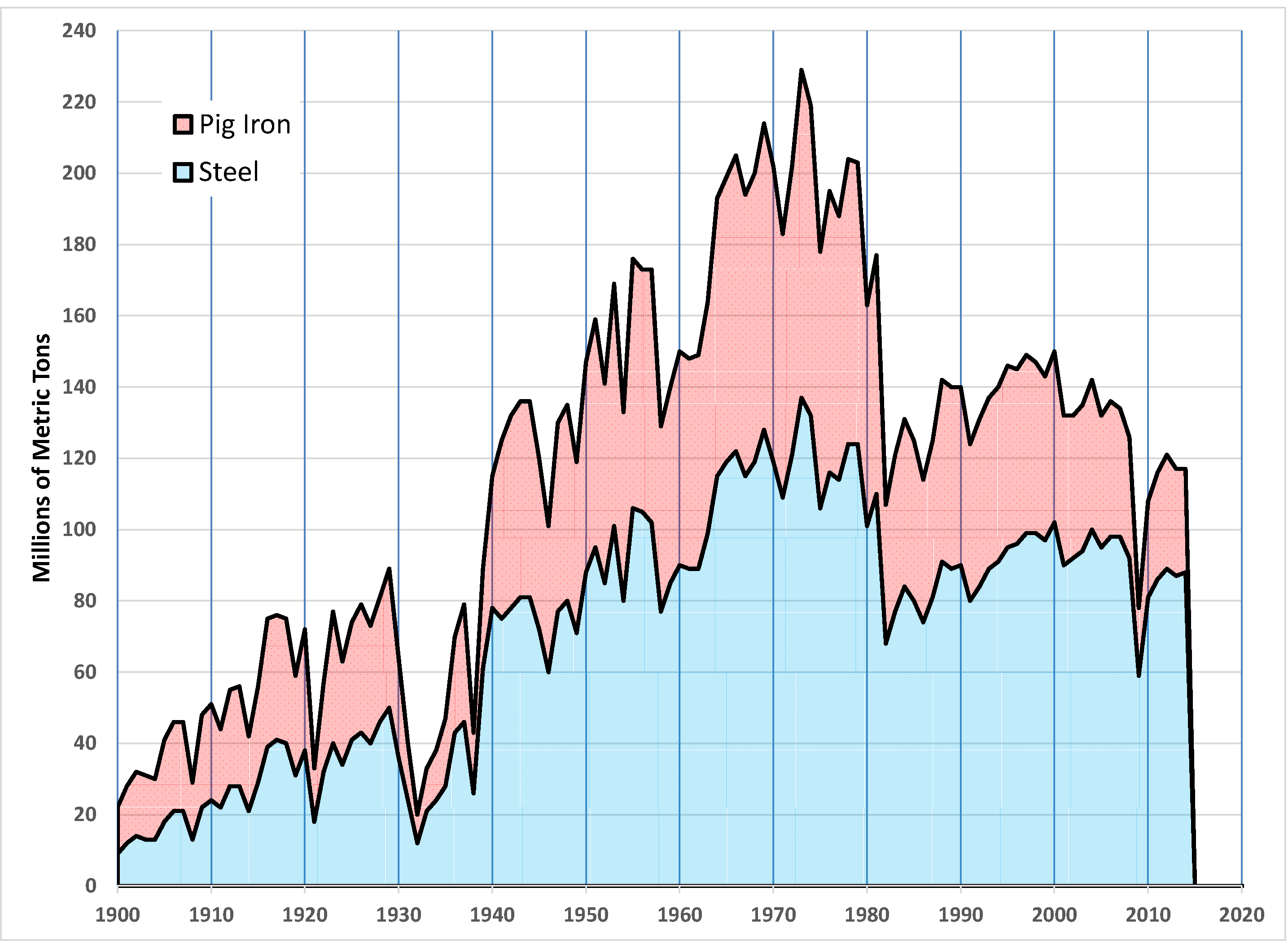

تماثل صناعة الحديد والصلب الأمريكية الصناعة في البلدان الأخرى في التطورات التكنولوجية. في القرن التاسع عشر، تحولت الولايات المتحدة من الفحم النباتي إلى فحم الكوك في صهر الخام، واعتمدت عملية بيسمير، وشهدت ظهور مصانع فولاذ متكاملة ضخمة. في القرن العشرين، تبنت الصناعة الأمريكية فرن المجمرة المفتوحة، ثم عملية تصنيع الصلب بالأكسجين الأساسية. بلغت الصناعة الأمريكية ذروتها في الأربعينيات والخمسينيات من القرن الماضي، وتحولت الصناعة الأمريكية إلى المصانع الصغيرة والمصانع المتخصصة، باستخدام خردة الحديد والصلب مواد وسيطة، بدلاً من خام الحديد.

## المستعمرات
تطلب تصنيع الحديد قبل القرن التاسع عشر الفحم، ولم تعد غابات بريطانيا التي كانت شاسعة سابقًا قادرة على توفير ما يكفي من الفحم لتلبية حاجة البلاد المتزايدة إلى الحديد. بحلول عام 1700، أصبحت بريطانيا تعتمد بتزايد على الحديد المستورد من السويد التي كانت خصمها في بعض الأحيان. نظرت بريطانيا إلى الغابات التي تبدو غير محدودة في مستعمراتها الأمريكية لتزويد بريطانيا بالحديد. بدأ المستثمرون البريطانيون فرنًا حديديًا بالقرب من بيريفيل بولاية ماريلاند، الذي بدأ سنة 1718 بتصدير الحديد مرة أخرى إلى بريطانيا.
دفع هذا النجاح إلى تشكيل المزيد من الشركات، التي بنت العديد من أفران الحديد حول خليج تشيسابيك، والتي توفرت بواسطة خام الحديد المستنقع، الذي كان منتشرًا على نطاق واسع. بحلول عام 1751، كانت فرجينيا وماريلاند تصدران 2950 طنًا من الحديد الخام إلى بريطانيا سنويًا. آنذاك، كان إنتاج الحديد البريطاني نحو 20 ألف طن سنويًا.
أُنشئت أفران خليج تشيسابيك للتصدير، وأفران الحديد في القرن الثامن عشر في جميع أنحاء المستعمرات الأمريكية للاستهلاك المحلي. وُضعت أفران الحديد على طول الأنهار للتزود بالطاقة المائية. كان مطلوبًا أيضًا غابات للفحم وخام الحديد والحجر الجيري من أجل التدفق. ويجب أن يكون الفرن قريبًا من سوق رئيسي أو قريبًا من النقل المائي. انقسمت المصالح التجارية البريطانية على الحديد الاستعماري:
قدر المصنعون انخفاض الأسعار بسبب الواردات الاستعمارية، لكن صناعة الحديد والصلب البريطانية اعترضت على المنافسة. تعرض البرلمان للخطر في قانون الحديد لعام 1750، الذي ألغى رسوم الاستيراد على الحديد الخام الاستعماري، لكنه منع تصنيع الصلب أو الصفيحة الحديدية في المستعمرات. تجاهلت حكومات المستعمرات القانون على نطاق واسع. بحلول عام 1776، كان ما يصل إلى 80 فرنًا حديديًا في جميع أنحاء المستعمرات الأمريكية تنتج كمية الحديد التي تنتجها بريطانيا ذاتها. إذ بلغت الكمية 30,000 طن من الحديد سنويًا وفقًا لأحد التقديرات، كانت الولايات المتحدة المشكلة حديثًا ثالث أكبر منتج للحديد في العالم، بعد السويد وروسيا.

## الجمهورية المبكرة
نظرًا إلى أن خشب الفحم كان متاحًا في جميع أنحاء الولايات الشرقية، كانت مصاهر الحديد تقع بالقرب من خام الحديد. مع أن خامات الحديد المستخرجة في المستنقعات كانت منتشرة على نطاق واسع، كانت الرواسب صغيرة أيضًا وسرعان ما استنفدت.
في أواخر القرن الثامن عشر، انتقلت أفران الحديد بعيدًا عن مستنقع خام الحديد في المستنقعات الساحلية، إلى رواسب خام الحديد الأكبر في الداخل. سمحت المواقع الداخلية للأفران بأن تكون أقرب إلى مصادر الحجر الجيري، التي كانت تستخدم في صهر الحديد. كان القرب من رواسب خام أكبر يفضل مصاهر الحديد الأكبر والأكثر ديمومة. حدثت معظم عمليات صهر الحديد في الولايات المتحدة قبل عام 1850 بالقرب من رواسب الحديد شرق بنسلفانيا ونيويورك وشمال نيوجيرسي.
دعمت منطقة خام الحديد الرئيسية في نيوجيرسي، في دوفر، مصاهر الحديد منذ عام 1710. أُنشئ فرن كورنوال الحديدي في ولاية بنسلفانيا بجوار مصادر الحديد. ودعمت منطقة أديرونداك لخام الحديد في نيويورك مصاهر الحديد. بدأت الحركة بعيدًا عن الفحم في صهر الحديد في الولايات المتحدة سنة 1827، عندما بدأ فرن البرك في فينيكسفيل بولاية بنسلفانيا استخدام فحم أنثراسايت. استمرت الأفران العالية باستخدام الفحم حتى عام 1840، عندما بدأ فحم الكوك باستبدال الفحم وقودًا وعامل اختزال. يتمتع فحم الكوك بقوة تكسير أعلى من الفحم النباتي، ما يسمح بأفران صهر أكبر. نظرًا إلى أن صناعة الحديد والصلب آنذاك كانت تستهلك فحمًا أكثر من خام الحديد، فقد اقتربت مصانع الصلب من مناجم الفحم لتقليل تكاليف النقل.
كانت مشكلة فحم الكوك أنه يحمل شوائب مثل الكبريت، ما أدى إلى تدهور جودة الفولاذ. مع ذلك سرعان ما أصبح فحم الكوك الوقود المهيمن لصهر الحديد، سنة 1884 كان الفحم لا يزال يستخدم في صناعة 10% من الحديد والصلب في الولايات المتحدة. كان وادي لاكاوانا في ولاية بنسلفانيا غنيًا بفحم أنثراسايت ورواسب الحديد. انتقل الأخوان جورج دبليو سكرانتون وسيلدون ت. سكرانتون إلى الوادي سنة 1840 واستقروا في بلدة سلوكومز هولو المكونة من خمسة منازل -الآن سكرانتون- لإنشاء مصنع للحدادة. كانت العمليات الأكثر شيوعًا لإنشاء فولاذ البوتقة بطيئة ومكلفة للغاية. بدلاً من ذلك، استخدمت عائلة سكرانتون «طريقة التفجير الساخن» الجديدة، التي طُورت في اسكتلندا عام 1828. حلت طريقة التفجير الساخن مشكلة شوائب فحم الكوك، جرب سكرانتون أيضًا أنثراسايت لصنع الفولاذ، بدلاً من الفحم أو الفحم الحجري.